# حشرات قایق‌ران
حشرات قایق‌ران (نام علمی: Corixidae) نام یک تیره از راسته نیم‌بالان است.